# 田野村 (栃木県)
田野村（たのむら）は栃木県芳賀郡に属していた村である。

## 地理
現在の益子町の南部に位置する。
- 河川：小貝川

## 歴史
村名は、中世に存在した田野城に由来する。

### 村域の変遷
- 1889年（明治22年）4月1日 - 町村制施行により、長堤村、本沼村、小泉村、梅ヶ内村、大郷戸村、山本村、前沢村、上山村、東田井村が合併し芳賀郡田野村が成立する。
- 1954年（昭和29年）6月1日 - 田野村は益子町、七井村とともに合併し益子町が発足。田野村は消滅。

変遷表
| 1868年 以前 | 1868年 以前 | 明治22年 4月1日 | 昭和29年 8月1日 | 現在   |
| ----------- | ----------- | --------------- | --------------- | ------ |
|             | 長堤村      | 田野村          | 益子町          | 益子町 |
|             | 小泉村      | 田野村          | 益子町          | 益子町 |
|             | 梅ケ内村    | 田野村          | 益子町          | 益子町 |
|             | 本沼村      | 田野村          | 益子町          | 益子町 |
|             | 山本村      | 田野村          | 益子町          | 益子町 |
|             | 前沢村      | 田野村          | 益子町          | 益子町 |
|             | 大郷戸村    | 田野村          | 益子町          | 益子町 |
|             | 上山村      | 田野村          | 益子町          | 益子町 |
|             | 東田井村    | 田野村          | 益子町          | 益子町 |

## 大字
- 長堤（ながつつみ）
- 小泉（こいずみ）
- 梅ケ内（うめがうち）
- 本沼（もとぬま）
- 山本（やまもと）
- 前沢（まえざわ）
- 大郷戸（おおごうど）
- 上山（かみやま）
- 東田井（ひがしだい）

## 人口・世帯

### 人口
総数 [単位： 人]
| 1889年（明治22年） | 3,160 |
| 1891年（明治24年） | 3,439 |
| 1920年（大正 9年） | 3,967 |
| 1935年（昭和10年） | 4,276 |
| 1950年（昭和25年） | 5,776 |

### 世帯
総数 [単位： 世帯]
| 1920年（大正 9年） | 708 |
| 1935年（昭和10年） | 751 |
| 1950年（昭和25年） | 947 |